# Julbernardia hochreutineri
Julbernardia hochreutineri är en ärtväxtart som beskrevs av François Pellegrin. Julbernardia hochreutineri ingår i släktet Julbernardia och familjen ärtväxter. Inga underarter finns listade i Catalogue of Life.